# Municipio de Caltepec
El municipio de Caltepec (AFI: [kalte'pek]) (del nahuatl: calli, tépetl, co ‘ casa, cerro, lugar’‘Cerro de las casas’) es uno de los 217 municipios del estado mexicano de Puebla. Su cabecera es la localidad de Caltepec. Se localiza en el sureste de la entidad, en la región del Valle de Tehuacán.

## Geografía
En este municipio se encuentra ubicada la localidad de Santiago Coatepec, ubicada al sureste del municipio de Caltepec y famosa por su Feria De La Pitahaya.
Dicha comunidad cuenta con un total aproximado de 400 habitantes que se dedican a la siembra, la ganadería y la producción de pitahaya.
El municipio de Caltepec se localiza en el sureste del estado de Puebla. Tiene una superficie de 473,28 kilómetros cuadrados. Limita al norte con el municipio de Zapotitlán; al este, con el municipio de San José Miahuatlán; el sur, con el estado de Oaxaca, y al poniente con el municipio de Zapotitlán y el estado de Oaxaca, en particular con el municipio de Santa Catarina Zapoquila. Forma parte de la región económica VII, con cabecera en Tehuacán.

### Orografía
El territorio caltepecano forma parte de la provincia fisiográfica de la Sierra Madre del Sur. Está marcado por la presencia de la Sierra de Zapotitlán, que separa el Valle de Acatlán al oeste; el valle de Tehuacán al oriente y los llanos de Tepexi al norte. La altitud mínima en el municipio corresponde al cauce del río Hondo que forma el límite con el municipio de Concepción Buenavista en Oaxaca, con 1100 m s. n. m. La altitud máxima se localiza en el cerro Chicamole, donde el territorio alcanza una altitud de 2760 m s. n. m.

### Clima
El municipio se localiza en la zona de climas secos de la Sierra de Zapotitlán, presenta tres climas, que muestran un decremento de humedad en dirección oeste- este.
- Clima semiseco templado: Con lluvias en verano y escasas a lo largo del año, se localiza al occidente y norte del municipio.

- Clima semi seco cálido: Lluvias en verano y escasas a lo largo del año, se presenta en una franja que recorre el municipio desde el norte hasta el sur.

- Clima seco semicálido: Con lluvias en verano y escasas el resto del año, se presenta al oriente del municipio, en las proximidades del Río Hondo.

### Ecosistemas
El municipio presenta una gran diversidad vegetacional, predominando la selva baja caducifolia donde se encuentran especies como:
| cardón                  | * copal     |
| * papelillo             | * amarillo  |
| * pochote               | *Chihipe    |
| * yaxché                | * cascalote |
| * por mencionar algunos |             |

También cuenta con bosques de tascate y encino con vegetación secundaria arbustiva, aunque muestran signos de erosión; cubren el sur y noreste del municipio y cuenta con especies como encino, roble, jarilla, chaparro amargoso, maguey, palam, quiebra platos, codo de fraile, encino, quebracho y madroño.
En el norte predominan los chaparrales, matorral desértico rosetófilo y matorral crasicaule, donde se encuentran barreta, maguey, salvia, acahual, romerillo, palma. izote, sotol, cucharillo, bisnaga, cardón, gigante, gucapilla, zoapatle, casahuate, senecio, etc.
Ocupando áreas reducidas y dispersas, existe pastizal inducido, así como zonas dedicadas a la agricultura de temporal sobre todo al norte y noroeste.

### Fauna
Existen en el municipio gato montés, zorros, zorrillos, coyotes, víboras, venados, conejos, águilas y correcaminos, entre otras especies.

### Recursos Naturales
Existen bancos de arena y piedra en la ribera del río La Compañía.

### Características del Uso del Suelo
En el municipio se identifican suelos pertenecientes a tres grupos que a continuación se describen:
Litosol: ocupa casi en su totalidad la superficie del municipio.
Rendzina: ocupa un área reducida del norte del municipio.
Regosol: se localiza en una zona muy reducida del extremo noroeste.

## Datos demográficos
- Evolución demográfica: De acuerdo al Conteo de Población 1995 del INEGI el municipio tiene 4,837 habitantes, siendo 2,279 hombres y 2,558 mujeres, con una densidad de población de 10 habitantes por kilómetro cuadrado; teniendo una tasa de crecimiento anual de 0.16%. Se estima que para el año 2000 la población sea de 5,084 calculándose una densidad de población de 11 habitantes por kilómetro cuadrado.

- Marginación: Tiene un índice de 0.884, esto quiere decir que su grado de marginación es alta, por lo que ocupa el lugar 61 con respecto al resto del estado.

- Tasa de natalidad: Es de 21.7%.

- Tasa de mortalidad: Es de 5.7% y una tasa de mortalidad infantil 28.3%.

- Religión: En el municipio la religión que predomina es la católica con el 97.7%; seguida en menor escala por la protestante con 2.3%